# Korália
A Korália női név 18. századi francia névalkotás a görög eredetű korall, gyöngy jelentésű latin szóból.

## Rokon nevek
- Korall:[1] újabb névalkotás a korall szóból.[2]

## Gyakorisága
Az 1990-es években szórványos név, a 2000-es években nem szerepel a 100 leggyakoribb női név között.

## Névnapok
Korália, Korall
- május 12.[2]
- május 14.[2]